# Мариана Везнева
Мариана Везнева е българска писателка.

## Биография
Родена е през 1934 г. в София. Завършва Висшия институт по строителство и архитектура със специалност „архитект“. Първоначално работи като учител в Техникума по приложни изкуства в София, след което почти целия си трудов стаж прекарва в Института по паметниците на културата. През това време създава статии и книги за паметниците на културата в Русе и други населени места в България.
След пенсионирането си започва да пише книги на духовна тема. Първата ѝ книга „Свръхсетивно познание“ излиза през 1991 г. и претърпява две допечатки поради големия интерес. На следващата година излиза втората ѝ книга – „По спиралата на еволюцията“. През 1998 г. излизат „Езотерично посвещение“ и „Зад завесата на времето“ – книги, които стават трета и четвърта в поредицата „Тайната школа“. Следват книги за Зодика и Откровението на Свети Йоан – Апокалипсиса. През 2003 г. Мариана Везнева се запознава със снимки на красивите фигури в житните кръгове, които се появяват всяко лято по цял свят. Тя започва да ги разчита и издава няколко книги, посветени на посланията в житата по света. Това са книгите „И ще се разбират с езика на мисълта“, „Окото на всезнанието“, „Тревожният диалог в житните кръгове“, „Житните кръгове говорят“, „Сакрални послания в житните кръгове“.